# California State Route 89
Pour les articles homonymes, voir Route 89.
La California State Route 89 est une route de l'État de Californie, aux États-Unis.

## Description
Orientée nord-sud, elle se situe en grande partie dans des zones montagneuses et ne traverse que des petites localités.